# Wurtemberg-Baden
Wurtemberg-Baden (en alemán: Württemberg-Baden) fue un land alemán creado en 1945 por las fuerzas de ocupación americanas que comprendía el norte de la antigua república de Baden y del antiguo Estado Libre Popular de Wurtemberg, siendo el sur ocupado por las fuerzas francesas. Su capital era Stuttgart.
Wurtemberg-Baden es uno de los once länder fundadores de la República Federal de Alemania, el 23 de mayo de 1949. En 1952, fue fusionado con los länder de Wurtemberg-Hohenzollern y de Baden para crear el nuevo estado federado de Baden-Wurtemberg.

## Territorio
El territorio de Wurtemberg-Baden cubría 15 700 km² y contaba entonces con más de 3,5 millones de habitantes. Estaba formado por el norte de la antigua república de Baden (constituyendo el distrito de Baden del Norte) y el norte del antiguo Estado Libre Popular de Wurtemberg (formando el distrito de Wurtemberg del Norte); el sur de los dos antiguo Länder, que se encontraba dentro de la zona de ocupación francesa, formó los nuevos länder de Baden y de Wurtemberg-Hohenzollern. El límite meridional del nuevo land fue delimitado de tal modo que la autopista entre Múnich y Karlsruhe, la actual Bundesautobahn 8, se encontrara enteramente en la zona americana; el dibujo exacto de la frontera estaba en el límite sur de los distritos preexistente travesados por este eje viario.

## Historia
El estado de Wurtemberg-Baden fue creado el 19 de septiembre de 1945 por la 2ª proclamación del Consejo de Control Aliado, al mismo tiempo que los otros dos länder de la zona de ocupación americana, Baviera y Gran Hesse.
El gobierno militar americano creó el 21 de diciembre de 1945 un órgano de representación provisional que comprendía miembros de partidos políticos y de consejos de distrito (Landräte), de las alcaldías, delegados de los cuerpos profesionales, los establecimientos de enseñanza superior y de la Iglesia.
El 30 de junio de 1946, es elegida una Asamblea constituyente provincial (Verfassunggebende Landesversammlung), que adopta una constitución en octubre. El 24 de noviembre tiene lugar simultáneamente la ratificación por referéndum de la Constitución de Wurtemberg-Baden y la elección del primer Landtag (parlamento del land).
El land participa junto con los otros diez otros länder de la zona occidental en la creación de la República Federal de Alemania, de la que se convierte en un estado federado el 23 de mayo de 1949.
Después de una consulta que tuvo lugar el 24 de septiembre de 1950 y un referéndum que se celebró el 16 de diciembre de 1951, Wurtemberg-Baden se fusionó con los länder de Baden y Wurtemberg-Hohenzollern el 25 de abril de 1952 para formar el estado federado de Baden-Wurtemberg, dentro la reestructuración federal del artículo 118 de la ley fundamental.

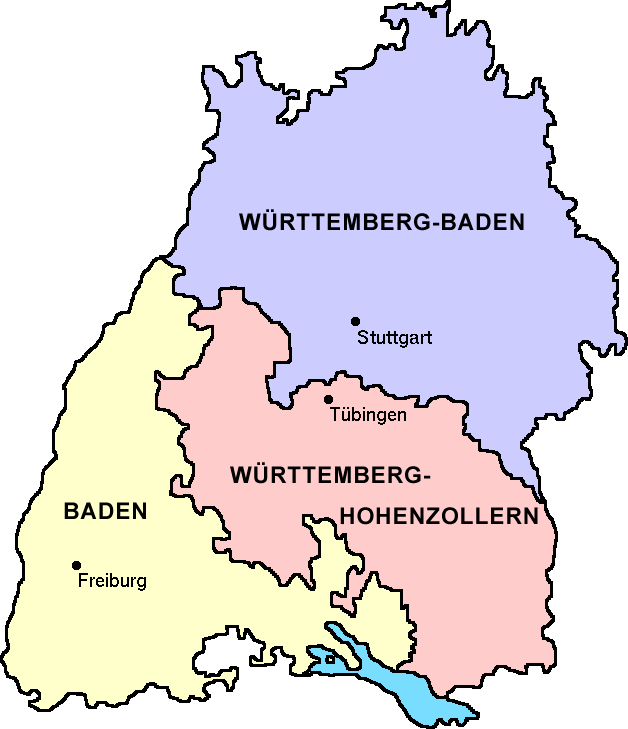
Los tres estados que se fusionaron para formar Baden-Wurtemberg en 1952.

## Sistema político

### Instituciones
El único ministro-presidente de Wurtemberg-Baden fue el liberal Reinhold Maier, de 1946 a 1952. También será del mismo modo el primer ministro-presidente de Baden-Wurtemberg.

### Administración territorial
El land estaba dividido en dos distritos (Landesbezirke), el distrito de Wurtemberg del Norte y el distrito de Baden del Norte. Estos fueron conservados con la constitución de Baden-Wurtemberg, y corresponden aproximadamente a los distritos de Stuttgart y de Karlsruhe creados en 1973.

### Símbolos
La bandera de Wurtemberg-Baden, adoptada en 1947, reprendía los colores negro-rojo-oro del movimiento nacional alemán del siglo XIX, con la proporción 2:3; era idéntica a la bandera de la Confederación Germánica y a la del Reich alemán bajo la República de Weimar. Estos colores, con la proporción 3:5, serán retomados por la bandera de la República Federal de Alemania en 1949.
El escudo mezclaba elementos de las armas históricas de Baden (De oro con banda de gules) y de Wurtemberg (De oro tres semicuernos de ciervos puestos en horizontal, uno sobre el otro) al igual que la bandera de Wurtemberg.